# Diskografie Ludacrise
Toto je seznam vydané diskografie amerického rappera Ludacrise.

## Alba

### Studiová alba
| Incognegro                                                                              | - Vydáno: 17. srpna 1999 - Vydavatelství: Disturbing tha Peace              | 179 | 68 | — | —  | —  | —  | —  | —  | —   |                 |                                                |
| Back for the First Time                                                                 | - Vydáno: 17. října 2000 - Vydavatelství: Disturbing tha Peace, Def Jam     | 4   | 2  | — | —  | —  | —  | —  | —  | 160 | - US: 3,103,000 | - RIAA: 3× Platinum - MC: Gold                 |
| Word of Mouf                                                                            | - Vydáno: 27. listopadu 2001 - Vydavatelství: Disturbing tha Peace, Def Jam | 3   | 1  | — | —  | 30 | 98 | —  | —  | 57  | - US: 3,674,000 | - RIAA: 4× Platinum - BPI: Gold - MC: Platinum |
| Chicken-n-Beer                                                                          | - Vydáno: 7. října 2003 - Vydavatelství: Disturbing tha Peace, Def Jam      | 1   | 1  | — | 98 | 5  | 87 | 71 | —  | 44  | - US: 2,648,000 | - RIAA: 2× Platinum - BPI: Gold - MC: Platinum |
| The Red Light District                                                                  | - Vydáno: 7. prosince 2004 - Vydavatelství: Disturbing tha Peace, Def Jam   | 1   | 1  | 1 | 54 | —  | —  | —  | 91 | 98  | - US: 2,084,000 | - RIAA: 2× Platinum - BPI: Silver - MC: Gold   |
| Release Therapy                                                                         | - Vydáno: 26. září 2006 - Vydavatelství: Disturbing tha Peace, Def Jam      | 1   | 2  | 1 | 93 | 11 | —  | —  | 57 | 69  | - US: 1,300,000 | - RIAA: Platinum                               |
| Theater of the Mind                                                                     | - Vydáno: 24. listopadu 2008 - Vydavatelství: Disturbing tha Peace, Def Jam | 5   | 2  | 1 | —  | 22 | —  | —  | 46 | 137 | - US: 671,000   | - RIAA: Gold                                   |
| Battle of the Sexes                                                                     | - Vydáno: 9. března 2010 - Vydavatelství: Disturbing tha Peace, Def Jam     | 1   | 1  | 1 | —  | 17 | —  | —  | 82 | 58  | - US: 632,000   | - RIAA: Platinum                               |
| Ludaversal                                                                              | - Vydáno: 31. března 2015 - Vydavatelství: Disturbing tha Peace, Def Jam    | 3   | 2  | 2 | —  | 20 | —  | —  | —  | 86  | - US: 130,000   |                                                |
| "—" značí, že se nahrávka neumístila v hitparádách nebo v tomto území ani nebyla vydána |                                                                             |     |    |   |    |    |    |    |    |     |                 |                                                |

### Kompilační alba
| Název                                                                                   | Detaily o albu                                                             | Umístění v hitparádách | Umístění v hitparádách | Umístění v hitparádách | Prodeje       | Certifikace  |
| Název                                                                                   | Detaily o albu                                                             | US                     | US R&B                 | US Rap                 | Prodeje       | Certifikace  |
| --------------------------------------------------------------------------------------- | -------------------------------------------------------------------------- | ---------------------- | ---------------------- | ---------------------- | ------------- | ------------ |
| Golden Grain (s Disturbing tha Peace)                                                   | - Vydáno: 10. září 2002 - Vydavatelství: Disturbing tha Peace, Def Jam     | 6                      | 1                      | —                      | - US: 500,000 | - RIAA: Gold |
| Disturbing tha Peace (s Disturbing tha Peace)                                           | - Vydáno: 13. prosince 2005 - Vydavatelství: Disturbing tha Peace, Def Jam | 11                     | 1                      | 1                      | - US: 630,000 | - RIAA: Gold |
| "—" značí, že se nahrávka neumístila v hitparádách nebo v tomto území ani nebyla vydána |                                                                            |                        |                        |                        |               |              |

### Mixtapy
| Název                                                              | Detaily o albu                                              |
| ------------------------------------------------------------------ | ----------------------------------------------------------- |
| DTP Takeover: It's an Epidemic (s Disturbing tha Peace a DJ Storm) | - Vydáno: 2006 - Vydavatelství: Desert Storm South          |
| Pre-Release Therapy (s DJ Green Lantern)                           | - Vydáno: 19. září 2006 - Vydavatelství: Green Lantern      |
| The Preview (s DJ Drama)                                           | - Vydáno: 4. listopadu 2008 - Vydavatelství: DJ Drama       |
| Conjure: A Hustler's Spirit                                        | - Vydáno: 20. ledna 2010 - Vydavatelství: samovydavatel     |
| 1.21 Gigawatts: Back to the First Time                             | - Vydáno: 15. listopadu 2011 - Vydavatelství: Self-released |
| #IDGAF                                                             | - Vydáno: 24. května 2013 - Vydavatelství: samovydavatel    |

## Extended play
| Název           | Detaily                                                                    | Umístění v hitparádách | Umístění v hitparádách | Umístění v hitparádách |
| Název           | Detaily                                                                    | US                     | US R&B /HH             | US Rap                 |
| --------------- | -------------------------------------------------------------------------- | ---------------------- | ---------------------- | ---------------------- |
| Burning Bridges | - Vydáno: 16. prosince 2014 - Vydavatelství: Disturbing tha Peace, Def Jam | 158                    | 23                     | 18                     |

## Singly

### Jako hlavní umělec
| Název                                                                                   | Rok  | Umístění v hitparádách | Umístění v hitparádách | Umístění v hitparádách | Umístění v hitparádách | Umístění v hitparádách | Umístění v hitparádách | Umístění v hitparádách | Umístění v hitparádách | Umístění v hitparádách | Umístění v hitparádách | Certifikace                      | Album                               |
| Název                                                                                   | Rok  | US                     | US R&B /HH             | US Rap                 | AUS                    | CAN                    | GER                    | IRE                    | NZ                     | SWI                    | UK                     | Certifikace                      | Album                               |
| --------------------------------------------------------------------------------------- | ---- | ---------------------- | ---------------------- | ---------------------- | ---------------------- | ---------------------- | ---------------------- | ---------------------- | ---------------------- | ---------------------- | ---------------------- | -------------------------------- | ----------------------------------- |
| "What's Your Fantasy" (feat. Shawnna)                                                   | 2000 | 21                     | 10                     | 5                      | —                      | —                      | —                      | —                      | —                      | —                      | 19                     | - RIAA: 2× Platinum              | Back for the First Time             |
| "Southern Hospitality"                                                                  | 2000 | 23                     | 6                      | 5                      | —                      | —                      | —                      | —                      | —                      | —                      | —                      |                                  | Back for the First Time             |
| "Fatty Girl" (s LL Cool J a Keith Murray)                                               | 2001 | 87                     | 32                     | 6                      | —                      | —                      | —                      | —                      | —                      | —                      | —                      |                                  | The Good Life                       |
| "Area Codes" (feat. Nate Dogg)                                                          | 2001 | 24                     | 10                     | 7                      | 83                     | —                      | —                      | —                      | 40                     | —                      | 25                     | - RIAA: Gold - RMNZ: Platinum    | Word of Mouf                        |
| "Rollout (My Business)"                                                                 | 2001 | 17                     | 7                      | 20                     | 84                     | —                      | —                      | 48                     | —                      | —                      | 20                     | - RIAA: Platinum                 | Word of Mouf                        |
| "Saturday (Oooh! Ooooh!)" (feat. Sleepy Brown)                                          | 2002 | 22                     | 10                     | 4                      | —                      | —                      | —                      | —                      | —                      | —                      | 31                     |                                  | Word of Mouf                        |
| "Welcome to Atlanta" (s Jermaine Dupri)                                                 | 2002 | 35                     | 15                     | 3                      | —                      | —                      | —                      | —                      | —                      | —                      | —                      |                                  | Word of Mouf a Instructions         |
| "Move Bitch" (feat. Mystikal a I-20)                                                    | 2002 | 10                     | 3                      | 3                      | —                      | —                      | —                      | —                      | —                      | —                      | —                      |                                  | Word of Mouf                        |
| "Act a Fool"                                                                            | 2003 | 32                     | 20                     | 10                     | 39                     | —                      | —                      | —                      | —                      | —                      | —                      | - RIAA: Gold                     | Rychle a zběsile 2 a Chicken-n-Beer |
| "P-Poppin" (feat. Shawnna a Lil' Fate)                                                  | 2003 | —                      | —                      | —                      | —                      | —                      | —                      | —                      | —                      | —                      | —                      |                                  | Chicken-n-Beer                      |
| "Stand Up" (feat. Shawnna)                                                              | 2003 | 1                      | 1                      | 1                      | 30                     | —                      | 56                     | 43                     | 13                     | 22                     | 14                     | - RIAA: Platinum                 | Chicken-n-Beer                      |
| "Splash Waterfalls"                                                                     | 2003 | 6                      | 2                      | 3                      | —                      | —                      | —                      | —                      | —                      | —                      | —                      |                                  | Chicken-n-Beer                      |
| "Diamond in the Back"                                                                   | 2004 | 94                     | 51                     | —                      | —                      | —                      | —                      | —                      | —                      | —                      | —                      |                                  | Chicken-n-Beer                      |
| "Blow It Out"                                                                           | 2004 | —                      | 56                     | —                      | —                      | —                      | —                      | —                      | —                      | —                      | —                      |                                  | Chicken-n-Beer                      |
| "Get Back"                                                                              | 2004 | 13                     | 9                      | 5                      | —                      | —                      | —                      | —                      | 30                     | 48                     | 30                     | - RIAA: Platinum                 | The Red Light District              |
| "Number One Spot"                                                                       | 2005 | 19                     | 8                      | 6                      | —                      | —                      | —                      | 46                     | —                      | —                      | 30                     | - RIAA: Gold                     | The Red Light District              |
| "The Potion"                                                                            | 2005 | —                      | 65                     | —                      | —                      | —                      | —                      | —                      | —                      | —                      | —                      |                                  | The Red Light District              |
| "Pimpin' All Over the World" (feat. Bobby Valentino)                                    | 2005 | 9                      | 5                      | 2                      | 28                     | —                      | —                      | —                      | —                      | —                      | —                      |                                  | The Red Light District              |
| "Blueberry Yum Yum" (feat. Sleepy Brown)                                                | 2005 | —                      | —                      | —                      | —                      | —                      | —                      | —                      | —                      | —                      | —                      | - RIAA: Gold - RMNZ: Gold        | The Red Light District              |
| "Georgia" (s Field Mob feat. Jamie Foxx)                                                | 2005 | 39                     | 31                     | 21                     | —                      | —                      | —                      | —                      | —                      | —                      | —                      | - RIAA: Gold                     | Disturbing tha Peace                |
| "Money Maker" (feat. Pharrell)                                                          | 2006 | 1                      | 1                      | 1                      | —                      | —                      | 86                     | —                      | —                      | —                      | —                      | - RIAA: 2× Platinum              | Release Therapy                     |
| "Grew Up a Screw Up" (feat. Young Jeezy)                                                | 2006 | —                      | 60                     | —                      | —                      | —                      | —                      | —                      | —                      | —                      | —                      |                                  | Release Therapy                     |
| "Runaway Love" (feat. Mary J. Blige)                                                    | 2007 | 2                      | 3                      | 1                      | —                      | —                      | —                      | 37                     | 21                     | —                      | 52                     | - RIAA: Platinum                 | Release Therapy                     |
| "Slap"                                                                                  | 2007 | —                      | 56                     | 21                     | —                      | —                      | —                      | —                      | —                      | —                      | —                      |                                  | Release Therapy                     |
| "What Them Girls Like" (feat. Chris Brown a Sean Garrett)                               | 2008 | 33                     | 17                     | 8                      | 98                     | 53                     | —                      | —                      | —                      | —                      | —                      | - RIAA: Gold                     | Theater of the Mind                 |
| "Wish You Would" (feat. T.I.)                                                           | 2008 | —                      | —                      | —                      | —                      | —                      | —                      | —                      | —                      | —                      | —                      |                                  | Theater of the Mind                 |
| "Undisputed" (feat. Floyd Mayweather Jr.)                                               | 2008 | —                      | —                      | —                      | —                      | —                      | —                      | —                      | —                      | —                      | —                      |                                  | Theater of the Mind                 |
| "One More Drink" (feat. T-Pain)                                                         | 2008 | 24                     | 15                     | 4                      | —                      | —                      | —                      | —                      | —                      | —                      | —                      |                                  | Theater of the Mind                 |
| "Nasty Girl" (feat. Plies)                                                              | 2009 | —                      | 54                     | 23                     | —                      | —                      | —                      | —                      | —                      | —                      | —                      |                                  | Theater of the Mind                 |
| "How Low"                                                                               | 2009 | 6                      | 2                      | 1                      | 54                     | 41                     | —                      | —                      | 21                     | —                      | 67                     | - RIAA: 3× Platinum - RMNZ: Gold | Battle of the Sexes                 |
| "My Chick Bad" (feat. Nicki Minaj)                                                      | 2010 | 11                     | 2                      | 2                      | —                      | —                      | —                      | —                      | —                      | —                      | —                      | - RIAA: 3× Platinum - RMNZ: Gold | Battle of the Sexes                 |
| "Sex Room" (feat. Trey Songz)                                                           | 2010 | 69                     | 5                      | 6                      | —                      | —                      | —                      | —                      | —                      | —                      | —                      |                                  | Battle of the Sexes                 |
| "Jingalin"                                                                              | 2012 | —                      | 63                     | —                      | —                      | —                      | —                      | —                      | —                      | —                      | —                      |                                  | Singly bez alb                      |
| "Representin" (feat. Kelly Rowland)                                                     | 2012 | 97                     | 28                     | 20                     | —                      | —                      | —                      | —                      | —                      | —                      | —                      |                                  | Singly bez alb                      |
| "Rest of My Life" (feat. Usher a David Guetta)                                          | 2012 | 72                     | —                      | —                      | 16                     | 47                     | 32                     | 57                     | 19                     | 42                     | 41                     | - ARIA: Platinum - RMNZ: Gold    | Rychle a zběsile 6                  |
| "Helluva Night"                                                                         | 2013 | 96                     | 31                     | 23                     | —                      | —                      | —                      | —                      | —                      | —                      | —                      |                                  | #IDGAF                              |
| "Party Girls" (feat. Wiz Khalifa, Jeremih a Cashmere Cat)                               | 2014 | 113                    | 36                     | 20                     | —                      | —                      | —                      | —                      | —                      | —                      | —                      |                                  | Singl bez alb                       |
| "Good Lovin'" (feat. Miguel)                                                            | 2014 | 91                     | 30                     | 21                     | —                      | —                      | —                      | —                      | —                      | —                      | —                      | - RIAA: Gold - RMNZ: Gold        | Burning Bridges & Ludaversal        |
| "Vitamin D" (feat. Ty Dolla Sign)                                                       | 2017 | —                      | —                      | —                      | —                      | —                      | —                      | —                      | —                      | —                      | —                      |                                  | Singly bez alb                      |
| "Vices"                                                                                 | 2017 | —                      | —                      | —                      | —                      | —                      | —                      | —                      | —                      | —                      | —                      |                                  | Singly bez alb                      |
| "Found You" (s Chance the Rapper)                                                       | 2020 | —                      | —                      | —                      | —                      | —                      | —                      | —                      | —                      | —                      | —                      |                                  | Singly bez alb                      |
| "Butter.Atl"                                                                            | 2021 | —                      | —                      | —                      | —                      | —                      | —                      | —                      | —                      | —                      | —                      |                                  | Singly bez alb                      |
| "Buying All Black" (feat. Flo Milli a PJ)                                               | 2022 | —                      | —                      | —                      | —                      | —                      | —                      | —                      | —                      | —                      | —                      |                                  | Singly bez alb                      |
| "—" značí, že se nahrávka neumístila v hitparádách nebo v tomto území ani nebyla vydána |      |                        |                        |                        |                        |                        |                        |                        |                        |                        |                        |                                  |                                     |

### Jako vedlejší umělec
| Název                                                                                   | Rok  | Umístění v hitparádách | Umístění v hitparádách | Umístění v hitparádách | Umístění v hitparádách | Umístění v hitparádách | Umístění v hitparádách | Umístění v hitparádách | Umístění v hitparádách | Umístění v hitparádách | Umístění v hitparádách | Certifikace | Album                                  |
| Název                                                                                   | Rok  | US                     | US R&B                 | US Rap                 | AUS                    | CAN                    | GER                    | IRE                    | NZ                     | SWI                    | UK                     | Certifikace | Album                                  |
| --------------------------------------------------------------------------------------- | ---- | ---------------------- | ---------------------- | ---------------------- | ---------------------- | ---------------------- | ---------------------- | ---------------------- | ---------------------- | ---------------------- | ---------------------- | --- | -------------------------------------- |
| "One Minute Man" (Missy Elliott feat. Ludacris)                                         | 2001 | 15                     | 8                      | —                      | 91                     | —                      | 38                     | 47                     | —                      | 92                     | 10                     | | Miss E... So Addictive                 |
| "Bia' Bia' (Lil Jon & The East Side Boyz feat. Ludacris, Too $hort a Chyna Whyte)       | 2001 | 94                     | 47                     | —                      | —                      | —                      | —                      | —                      | —                      | —                      | —                      | | Put Yo Hood Up                         |
| "B R Right" (Trina feat. Ludacris)                                                      | 2002 | 83                     | 50                     | 24                     | —                      | —                      | —                      | —                      | —                      | —                      | —                      | | Diamond Princess                       |
| "Why Don't We Fall in Love" (Remix) (Amerie feat. Ludacris)                             | 2002 | —                      | —                      | —                      | 73                     | —                      | —                      | —                      | —                      | —                      | 40                     | | All I Have                             |
| "Gossip Folks" (Missy Elliott feat. Ludacris)                                           | 2002 | 8                      | 5                      | 2                      | 22                     | —                      | 28                     | 28                     | —                      | 50                     | 9                      | | Under Construction                     |
| "Holidae In" (Chingy feat. Snoop Dogg a Ludacris)                                       | 2003 | 3                      | 2                      | 2                      | 13                     | —                      | 56                     | 27                     | 4                      | 43                     | 35                     | - RIAA: Gold - ARIA: Gold | Jackpot                                |
| "Hot & Wet" (112 feat. Ludacris)                                                        | 2003 | 70                     | 29                     | —                      | —                      | —                      | —                      | —                      | —                      | —                      | —                      | | Hot & Wet                              |
| "Yeah!" (Usher feat. Lil Jon a Ludacris)                                                | 2004 | 1                      | 1                      | —                      | 1                      | 1                      | 1                      | 1                      | 1                      | 1                      | 1                      | - RIAA: 13× Platinum - ARIA: 9× Platinum - BPI: 3× Platinum - BVMI: Platinum - IFPI SWI: Gold - MC: Platinum - RIANZ: 5× Platinum | Confessions                            |
| "Break Bread" (I-20 feat. Ludacris a Bone Crusher)                                      | 2004 | —                      | 78                     | —                      | —                      | —                      | —                      | —                      | —                      | —                      | —                      | | Self Explanatory                       |
| "Lovers and Friends" (Lil Jon & The East Side Boyz feat. Usher a Ludacris)              | 2004 | 3                      | 2                      | 1                      | 36                     | —                      | 68                     | 22                     | 15                     | 44                     | 10                     | - RMNZ: Platinum | Crunk Juice                            |
| "Shake Dat ****" (Shawnna feat. Ludacris)                                               | 2004 | 63                     | 28                     | 16                     | —                      | —                      | —                      | —                      | —                      | —                      | —                      | | Worth tha Weight                       |
| "Oh" (Ciara feat. Ludacris)                                                             | 2005 | 2                      | 2                      | —                      | 7                      | —                      | 7                      | 7                      | 5                      | 11                     | 4                      | - RIAA: 2× Platinum - ARIA: Gold - BPI: Silver - RMNZ: Gold                                                                       | Goodies                                |
| "Sugar (Gimme Some)" (Trick Daddy feat. CeeLo Green, Ludacris a Lil' Kim)               | 2005 | 20                     | 36                     | 12                     | 31                     | —                      | —                      | —                      | —                      | —                      | 61                     | - RIAA: Gold | Thug Matrimony: Married to the Streets |
| "Unpredictable" (Jamie Foxx feat. Ludacris)                                             | 2005 | 8                      | 2                      | —                      | 22                     | —                      | 73                     | 26                     | 13                     | 85                     | 16                     | - RIAA: Platinum | Unpredictable                          |
| "Need a Boss" (Shareefa feat. Ludacris)                                                 | 2006 | 62                     | 10                     | —                      | —                      | —                      | —                      | —                      | —                      | —                      | —                      | | Point of No Return                     |
| "Glamorous" (Fergie feat. Ludacris)                                                     | 2007 | 1                      | 41                     | —                      | 2                      | 12                     | 16                     | 3                      | 9                      | 38                     | 6                      | - RIAA: 3× Platinum - ARIA: 3× Platinum - BPI: Platinum - BVMI: Gold - RMNZ: 2× Platinum                                          | The Dutchess                           |
| "Get Buck in Here" (DJ Felli Fel feat. Diddy, Ludacris, Akon a Lil Jon)                 | 2007 | 41                     | 72                     | 13                     | —                      | 58                     | —                      | —                      | —                      | —                      | —                      | - RIAA: Gold | Singl bez alb                          |
| "Rock Star" (R. Kelly feat. Ludacris and Kid Rock)                                      | 2007 | —                      | 54                     | —                      | —                      | —                      | —                      | —                      | —                      | —                      | —                      | | Double Up                              |
| "U Can Believe It" (Playaz Circle feat. Ludacris)                                       | 2007 | —                      | —                      | —                      | —                      | —                      | —                      | —                      | —                      | —                      | —                      | | Supply & Demand                        |
| "Gimme Dat" (Chingy feat. Ludacris a Bobby V)                                           | 2008 | —                      | —                      | —                      | —                      | —                      | —                      | —                      | —                      | —                      | —                      | | Hate It or Love It                     |
| "Mr. Magnificent" (Small World feat. Ludacris)                                          | 2008 | —                      | —                      | —                      | —                      | —                      | —                      | —                      | —                      | —                      | —                      | | World Premiere                         |
| "Grippin'" (Sean Garrett feat. Ludacris)                                                | 2008 | —                      | 40                     | —                      | —                      | —                      | —                      | —                      | —                      | —                      | —                      | | Turbo 919                              |
| "How We Do It (Around My Way)" (Lloyd feat. Ludacris)                                   | 2008 | —                      | 77                     | —                      | —                      | —                      | —                      | —                      | —                      | —                      | 75                     | | Lessons in Love                        |
| "Pretty Girl" (Jarvis feat. Ludacris)                                                   | 2008 | —                      | —                      | —                      | —                      | —                      | —                      | —                      | —                      | —                      | —                      | | Dream Girls                            |
| "Chopped 'n' Skrewed" (T-Pain feat. Ludacris)                                           | 2008 | 27                     | 3                      | —                      | —                      | —                      | —                      | —                      | 14                     | —                      | —                      | - RIAA: Gold | Thr33 Ringz                            |
| "How Do You Sleep?" (Jesse McCartney featuring Ludacris)                                | 2009 | 26                     | —                      | —                      | 75                     | 40                     | —                      | —                      | —                      | —                      | —                      | | Departure: Recharged                   |
| "Creepin' (Solo)" (Chamillionaire feat. Ludacris)                                       | 2009 | —                      | —                      | —                      | —                      | —                      | —                      | —                      | —                      | —                      | —                      | | Singl bez alb                          |
| "Regret" (LeToya feat. Ludacris)                                                        | 2009 | 78                     | 8                      | —                      | —                      | —                      | —                      | —                      | —                      | —                      | —                      | | Lady Love                              |
| "Addicted to Money" (Lil Scrappy feat. Ludacris)                                        | 2009 | —                      | 96                     | —                      | —                      | —                      | —                      | —                      | —                      | —                      | —                      | | The Grustle                            |
| "Bulletproof" (Raheem DeVaughn feat. Ludacris)                                          | 2009 | —                      | 46                     | —                      | —                      | —                      | —                      | —                      | —                      | —                      | —                      | | The Love & War MasterPeace             |
| "Baby" (Justin Bieber feat. Ludacris)                                                   | 2010 | 5                      | 96                     | —                      | 3                      | 3                      | 22                     | 7                      | 4                      | 25                     | 3                      | - RIAA: 12× Platinum - ARIA: 8× Platinum - BPI: 2× Platinum - BVMI: Gold - RMNZ: 3× Platinum                                      | My World 2.0                           |
| "All I Do Is Win" (DJ Khaled feat. T-Pain, Ludacris, Rick Ross a Snoop Dogg)            | 2010 | 24                     | 8                      | 6                      | —                      | 69                     | —                      | —                      | —                      | —                      | —                      | - RIAA: 3× Platinum - MC: Platinum - BPI: Silver BPI [online]. 2024-08. - RMNZ: Platinum                                          | Victory                                |
| "Atlanta, GA" (Shawty Lo feat. The-Dream, Ludacris a Gucci Mane)                        | 2010 | —                      | —                      | —                      | —                      | —                      | —                      | —                      | —                      | —                      | —                      | | Fright Night                           |
| "Break Your Heart" (Taio Cruz feat. Ludacris)                                           | 2010 | 1                      | —                      | —                      | 2                      | 1                      | 5                      | 2                      | 17                     | 1                      | 1                      | - RIAA: 3× Platinum - ARIA: 2× Platinum - BPI: Platinum - BVMI: Platinum - IFPI SWI: 2× Platinum - MC: 3× Platinum - RMNZ: Gold   | Rokstarr                               |
| "Porn Star Dancing" (My Darkest Days feat. Chad Kroeger, Ludacris a Zakk Wylde)         | 2010 | 90                     | —                      | —                      | —                      | —                      | —                      | —                      | —                      | —                      | —                      | | My Darkest Days                        |
| "Ride" (Ciara feat. Ludacris)                                                           | 2010 | 42                     | 3                      | —                      | 75                     | —                      | —                      | —                      | —                      | —                      | 75                     | - RIAA: Platinum | Basic Instinct                         |
| "I Like" (Jeremih feat. Ludacris)                                                       | 2010 | —[G]                   | 25                     | —                      | —                      | —                      | —                      | —                      | —                      | —                      | —                      | - RIAA: Gold | All About You                          |
| "Saturday Night" (Jessica Mauboy feat. Ludacris)                                        | 2010 | —                      | —                      | —                      | 7                      | —                      | —                      | —                      | —                      | —                      | —                      | - ARIA: 2× Platinum | Get 'Em Girls                          |
| "Tonight (I'm Lovin' You)" (Enrique Iglesias feat. Ludacris a DJ Frank E)               | 2010 | 4                      | —                      | —                      | 2                      | 3                      | 12                     | 5                      | 2                      | 4                      | 5                      | - RIAA: 3× Platinum - ARIA: 7× Platinum - BPI: Gold - BVMI: Gold - MC: 3× Platinum - RIANZ: Platinum                              | Euphoria                               |
| "Be with You" (David Banner a 9th Wonder feat. Ludacris a Marsha Ambrosius)             | 2010 | —                      | 44                     | —                      | —                      | —                      | —                      | —                      | —                      | —                      | —                      | | Death of a Popstar                     |
| "Country ****" (Remix) (Big K.R.I.T. feat. Ludacris a Bun B)                            | 2011 | —                      | 50                     | 23                     | —                      | —                      | —                      | —                      | —                      | —                      | —                      | | Return of 4Eva                         |
| "Little Bad Girl" (David Guetta feat. Taio Cruz a Ludacris)                             | 2011 | 70                     | —                      | —                      | 15                     | 14                     | 5                      | 8                      | 19                     | 7                      | 4                      | - ARIA: Platinum - BPI: Gold - BVMI: Gold - IFPI SWI: Gold                                                                        | Nothing but the Beat                   |
| "Wet the Bed" (Chris Brown feat. Ludacris)                                              | 2011 | 77                     | 6                      | —                      | —                      | —                      | —                      | —                      | —                      | —                      | —                      | - RIAA: Platinum - RMNZ: Gold | F.A.M.E.                               |
| "Too Easy" (Tyrese feat. Ludacris)                                                      | 2011 | —                      | 38                     | —                      | —                      | —                      | —                      | —                      | —                      | —                      | —                      | | Open Invitation                        |
| "Just (The Tip)" (Plies feat. Jeremih a Ludacris)                                       | 2011 | —                      | 75                     | —                      | —                      | —                      | —                      | —                      | —                      | —                      | —                      | | Purple Heart                           |
| "Tonight (Best You Ever Had)" (John Legend feat. Ludacris)                              | 2012 | 79                     | 12                     | —                      | —                      | —                      | —                      | —                      | —                      | —                      | —                      | - RIAA: 2× Platinum - ARIA: Gold - RMNZ: Gold                                                                                     | Think Like a Man                       |
| "We in This Bitch" (DJ Drama feat. Young Jeezy, T.I., Ludacris a Future)                | 2012 | —                      | 68                     | —                      | —                      | —                      | —                      | —                      | —                      | —                      | —                      | | Quality Street Music                   |
| "Changed the Way You Kiss Me" (Remix) (Example feat. Ludacris)                          | 2012 | —                      | —                      | —                      | —                      | —                      | —                      | —                      | —                      | —                      | —                      | | Playing in the Shadows                 |
| "Everyday Birthday" (Swizz Beatz feat. Chris Brown a Ludacris)                          | 2012 | —                      | 44                     | —                      | —                      | —                      | —                      | —                      | —                      | —                      | —                      | | Haute Living                           |
| "All Around the World" (Justin Bieber feat. Ludacris)                                   | 2013 | 22                     | —                      | —                      | 34                     | 10                     | 53                     | 31                     | 15                     | —                      | 30                     | - RIAA: Platinum - ARIA: Platinum - MC: Platinum - RMNZ: Gold                                                                     | Believe                                |
| "Run the Check Up" (DJ Infamous feat. Jeezy, Ludacris a Yo Gotti)                       | 2016 | —                      | —                      | —                      | —                      | —                      | —                      | —                      | —                      | —                      | —                      | | Singl bez alb                          |
| "Grey" (LeToya Luckett feat. Ludacris)                                                  | 2017 | —                      | —                      | —                      | —                      | —                      | —                      | —                      | —                      | —                      | —                      | | Back 2 Life                            |
| "Everything" (Tank feat. Trey Songz a Ludacris)                                         | 2017 | —                      | —                      | —                      | —                      | —                      | —                      | —                      | —                      | —                      | —                      | | Savage                                 |
| "The Champion" (Carrie Underwood feat. Ludacris)                                        | 2018 | 47                     | —                      | —                      | —                      | —                      | —                      | —                      | —                      | —                      | —                      | - RIAA: Platinum | Cry Pretty                             |
| "Quiero Saber" (Pitbull a Prince Royce feat. Ludacris)                                  | 2018 | —                      | —                      | —                      | —                      | —                      | —                      | —                      | —                      | —                      | —                      | | Singly bez alb                         |
| "SexBeat" (Usher feat. Lil Jon a Ludacris)                                              | 2020 | —                      | —                      | —                      | —                      | —                      | —                      | —                      | —                      | —                      | —                      | | Singly bez alb                         |
| "Tell Me Again" (Pitbull feat. Prince Royce a Ludacris)                                 | 2020 | —                      | —                      | —                      | —                      | —                      | —                      | —                      | —                      | —                      | —                      | | Libertad 548                           |
| "Peaches" (Remix) (Justin Bieber feat. Ludacris, Usher a Snoop Dogg)                    | 2021 | —                      | —                      | —                      | —                      | —                      | —                      | —                      | —                      | —                      | —                      | | Singl bez alb                          |
| "—" značí, že se nahrávka neumístila v hitparádách nebo v tomto území ani nebyla vydána |      |                        |                        |                        |                        |                        |                        |                        |                        |                        |                        | |                                        |

### Promo singly
| "I'm So Hood" (Remix) (DJ Khaled feat. Young Jeezy, Ludacris, Busta Rhymes, Big Boi, Lil Wayne, Fat Joe, Birdman a Rick Ross)                                            | 2007 | — | —  | —  | We the Best         |
| "Down in tha Dirty" (feat. Bun B a Rick Ross) | 2007 | — | —  | —  | Strength in Numbers |
| "Still Standing" (Monica feat. Ludacris) | 2008 | — | 74 | —  | Still Standing      |
| "Hey Ho" (feat. Lil' Kim a Lil' Fate) | 2010 | — | —  | —  | Battle of the Sexes |
| "Beamer, Benz or Bentley" (Remix) (Lloyd Banks feat. The-Dream, Ludacris, Jadakiss a Yo Gotti)                                                                           | 2010 | — | —  | —  | Singl bez alb       |
| "Shake Señora" (Remix) (Pitbull feat. T-Pain, Sean Paul a Ludacris) | 2011 | — | —  | 40 | Planet Pit          |
| "Dirt Road Anthem" (Remix) (Jason Aldean feat. Ludacris) | 2011 | 7 | —  | —  | Singlybez alb       |
| "Welcome to My Hood" (Remix) (DJ Khaled featuring Ludacris, T-Pain, Busta Rhymes, Mavado, Twista, Birdman, Ace Hood, Fat Joe, Jadakiss, Bun B, Game a Waka Flocka Flame) | 2011 | — | —  | —  | We the Best Forever |
| "Same Damn Time" (Remix) (Future featuring Diddy a Ludacris) | 2012 | — | —  | —  | Pluto 3D            |
| "22 Jump Street" (Angel Haze feat. Ludacris) | 2014 | — | —  | —  | 22 Jump Street      |
| "Call Ya Bluff" | 2015 | — | —  | —  | Ludaversal          |
| "Beast Mode" | 2015 | — | —  | —  | Ludaversal          |
| "—" značí, že se nahrávka neumístila v hitparádách nebo v tomto území ani nebyla vydána                                                                                  |      |   |    |    |                     |

## Další umístěné písně
| "Ho"                                                                                    | 1999 | —  | —  | Incognegro                                 |
| "Pick Up the Phone" (s Tyrese an R. Kelly)                                              | 2003 | —  | 65 | Rychle a zběsile 2                         |
| "Stomp" (Young Buck feat. Ludacris a T.I.)                                              | 2004 | —  | —  | Straight Outta Cashville                   |
| "In da Club" (Lil Jon & The East Side Boyz feat. R. Kelly a Ludacris)                   | 2004 | —  | —  | Crunk Juice                                |
| "Virgo" (s Nas feat. Doug E. Fresh)                                                     | 2004 | —  | 69 | The Red Light District a Street's Disciple |
| "Ludacrismas"                                                                           | 2007 | —  | —  | Fred Claus soundtrack                      |
| "Dat Girl Right There" (Usher feat. Ludacris)                                           | 2007 | —  | 74 | Singl bez alb                              |
| "Grown Woman" (Mary J. Blige feat. Ludacris)                                            | 2007 | —  | —  | Growing Pains                              |
| "I Do It for Hip Hop" (feat. Nas a Jay-Z)                                               | 2008 | —  | 89 | Theater of the Mind                        |
| "Last of a Dying Breed" (feat. Lil Wayne)                                               | 2008 | 65 | —  | Theater of the Mind                        |
| "Born an OG" (Ace Hood feat. Ludacris)                                                  | 2009 | —  | —  | Ruthless                                   |
| "Everybody Drunk" (feat. Lil Scrappy)                                                   | 2010 | —  | —  | Battle of the Sexes                        |
| "Atlanta Zoo" (Gucci Mane feat. Ludacris)                                               | 2010 | —  | —  | Burrrprint (2) HD                          |
| "She Don't Know" (Usher feat. Ludacris)                                                 | 2010 | —  | —  | Raymond v. Raymond                         |
| "Tongues" (R. Kelly feat. Ludacris)                                                     | 2010 | —  | —  | Singl bez alb                              |
| "Rich & Flexin'" (feat. Waka Flocka Flame)                                              | 2011 | —  | —  | 1.21 Gigawatts: Back to the First Time     |
| "—" značí, že se nahrávka neumístila v hitparádách nebo v tomto území ani nebyla vydána |      |    |    |                                            |

## Spoluumělec
| Název                             | Rok  | Další umělec | Album                                   |
| --------------------------------- | ---- | --- | --------------------------------------- |
| "Catch Up"                        | 1999 | James Prince, Infamous 2-0, Lil' Fate                                                                                 | J Prince Presents R.N.D.S.              |
| "Block Lockdown"                  | 2000 | Funkmaster Flex, I-20                                                                                                 | The Mix Tape, Vol. IV                   |
| "That's How I Get Down"           | 2001 | Ginuwine | The Life                                |
| "Cut Somethin{'"                  | 2001 | Jagged Edge | Jagged Little Thrill                    |
| "Get the Hell on with That"       | 2001 | Fat Joe, Armageddon                                                                                                   | Jealous Ones Still Envy (J.O.S.E.)      |
| "Considerate Brotha"              | 2001 | Timbaland & Magoo, Playa                                                                                              | Indecent Proposal                       |
| "Real Pimp"                       | 2001 | Nate Dogg | Music and Me                            |
| "Some South ****'"                | 2001 | Fiend, Yung Wun | Ryde or Die Vol. 3: In the "R" We Trust |
| "You Got What I Want"             | 2002 | Snoop Dogg, Charlie Wilson, Goldie Loc                                                                                | Paid tha Cost to Be da Boss             |
| "It Wasn't Us"                    | 2003 | I-20 | The Neptunes Present... Clones          |
| "Tomb of the Boom"                | 2003 | OutKast, Konkrete, Big Gipp                                                                                           | Speakerboxxx/The Love Below             |
| "Down South"                      | 2003 | Big Tymers, Lil Wayne, Jazze Pha                                                                                      | Big Money Heavyweight                   |
| "Higher"                          | 2004 | Twista | Kamikaze                                |
| "The Whole City Behind Us"        | 2004 | The Game, Kanye West                                                                                                  | Westside Story: the Compton Chronicles  |
| "Breathe In Breathe Out"          | 2004 | Kanye West | The College Dropout                     |
| "Childz Play"                     | 2004 | CeeLo Green | Cee-Lo Green... Is the Soul Machine     |
| "Shot Off"                        | 2004 | 8Ball & MJG | Living Legends                          |
| "Rodeo"                           | 2004 | Method Man | Tical 0: The Prequel                    |
| "I Came to Bring the Pain"        | 2004 | Lil' Flip, Static Major, Tity Boi                                                                                     | U Gotta Feel Me                         |
| "Stomp"                           | 2004 | Young Buck, The Game                                                                                                  | Straight Outta Cashville                |
| "Give Me a Chance"                | 2005 | Bobby V | Bobby Valentino                         |
| "Trill Recognize Trill"           | 2005 | Bun B | Trill                                   |
| "Pacific Coast" (Remix)           | 2005 | DJ Quik, Kimmi J. | Trauma                                  |
| "Living the Life"                 | 2005 | The Notorious B.I.G., Faith Evans, Cheri Dennis, Bobby V, Snoop Dogg                                                  | Duets: The Final Chapter                |
| "Pop U"                           | 2006 | Juvenile, Fat Joe | Reality Check                           |
| "Smilin'"                         | 2006 | Field Mob | Light Poles and Pine Trees              |
| "Gettin' Some" (Remix)            | 2006 | Shawnna, Lil Wayne, Pharrell, Too $hort                                                                               | Block Music                             |
| "Take It Slow"                    | 2006 | Shawnna, Bobby V | Block Music                             |
| "Playa Cardz Right" (Male)        | 2006 | 2Pac, Keon Bryce | Pac's Life                              |
| "Do It Well" (Remix)              | 2007 | Jennifer Lopez | Brave                                   |
| "Rearview (Ridin')"               | 2007 | Bobby Valentino | Special Occasion                        |
| "Grown Woman"                     | 2007 | Mary J. Blige | Growing Pains                           |
| "Ya Heard"                        | 2008 | Game | LAX                                     |
| "Pocketbook"                      | 2008 | Jennifer Hudson | Jennifer Hudson                         |
| "On Top of the World"             | 2008 | T.I., B.o.B | Paper Trail                             |
| "Pop Champagne" (Remix)           | 2008 | Ron Browz, Lil Kim, Swizz Beatz                                                                                       | —                                       |
| "High Price"                      | 2009 | Ciara | Fantasy Ride                            |
| "Born an OG"                      | 2009 | Ace Hood | Ruthless                                |
| "Creepin' (Solo)"                 | 2009 | Chamillionaire | Venom Unreleased                        |
| "We Must Be Heard"                | 2009 | DJ Drama, Willie the Kid, Busta Rhymes                                                                                | Gangsta Grillz: The Album (Vol. 2)      |
| "Spanish Fly"                     | 2009 | Aventura, Wyclef Jean                                                                                                 | The Last                                |
| "Coochie"                         | 2009 | The Black Keys, Ol' Dirty Bastard                                                                                     | BlakRoc                                 |
| "She Don't Know"                  | 2010 | Usher | Raymond v. Raymond                      |
| "Atlanta Zoo"                     | 2010 | Gucci Mane | Burrrprint (2) HD                       |
| "Black Man's Dream"               | 2010 | Rick Ross | Ashes to Ashes                          |
| "Beamer, Benz or Bentley" (Remix) | 2010 | Lloyd Banks, The-Dream, Jadakiss, Yo Gotti                                                                            | —                                       |
| "Porn Star Dancing" (Remix)       | 2010 | My Darkest Days, Chad Kroeger                                                                                         | My Darkest Days                         |
| "Soul Bossa Nostra"               | 2010 | Quincy Jones, Naturally 7, Rudy Currence                                                                              | Q: Soul Bossa Nostra                    |
| "Addicted to Money"               | 2010 | Lil Scrappy | The Grustle                             |
| "Why You Up in Here"              | 2010 | Flo Rida, Git Fresh, Gucci Mane                                                                                       | Only One Flo (Part 1)                   |
| "Yep Dat's Me"                    | 2010 | Jamie Foxx, Soulja Boy                                                                                                | Best Night of My Life                   |
| "Knockin'"                        | 2011 | Travis Barker, Snoop Dogg, E-40, Dev                                                                                  | Give the Drummer Some                   |
| "Furiously Dangerous"             | 2011 | Slaughterhouse, Claret Jai                                                                                            | Rychle a zběsile 5                      |
| "Shake Senora" (Remix)            | 2011 | Pitbull, T-Pain, Sean Paul                                                                                            | Planet Pit                              |
| "Money"                           | 2011 | DJ Khaled, Young Jeezy                                                                                                | We the Best Forever                     |
| "Welcome to My Hood" (Remix)      | 2011 | DJ Khaled, T-Pain, Busta Rhymes, Twista, Mavado, Birdman, Ace Hood, Fat Joe, Jadakiss, Bun B, Game, Waka Flocka Flame | We the Best Forever                     |
| "Country Shit" (Remix)            | 2011 | Big K.R.I.T., Bun B                                                                                                   | Return of 4eva                          |
| "What U Mean"                     | 2012 | Big K.R.I.T. | Live from the Underground               |
| "Candy Paint & Gold Teeth"        | 2012 | Waka Flocka Flame, Bun B                                                                                              | Triple F Life: Friends, Fans and Family |
| "Little Boy"                      | 2012 | I-20, Twista | Endless Pursuit                         |
| "My Swag"                         | 2012 | I-20 | Endless Pursuit                         |
| "Hungry in the Streets"           | 2012 | I-20, 2 Chainz, Dolla Boy                                                                                             | Endless Pursuit                         |
| "Ridin' Around"                   | 2012 | I-20 | Endless Pursuit                         |
| "In the A"                        | 2012 | Big Boi, T.I. | Vicious Lies and Dangerous Rumors       |
| "Ceelo"                           | 2013 | DJ Scream, Wale, Future                                                                                               | The Ratchet Superior                    |
| "Disappointed"                    | 2013 | Los, Diddy | Becoming King                           |
| "Rep The Dirty"                   | 2013 | Slim Thug, Dre Day, Kez                                                                                               | Welcome to Texas EP                     |
| "Hands in the Air"                | 2013 | Miley Cyrus | Bangerz                                 |
| "Fantasy"                         | 2013 | Chris Brown | X Files                                 |
| "Sleep"                           | 2014 | E-40, Plies | Sharp On All 4 Corners: Corner 2        |
| "Errybody" (Remix)                | 2014 | Yo Gotti, Lil Wayne                                                                                                   | —                                       |
| "Turn Down For What" (Remix)      | 2014 | Lil Jon, DJ Snake, Pitbull                                                                                            | —                                       |
| "Shake Em Off"                    | 2015 | Big K.R.I.T., K Camp                                                                                                  | It's Better This Way                    |
| "Tell Me Again"                   | 2019 | Pitbull, Prince Royce                                                                                                 | Libertad 548                            |
| "Scatter Brain"                   | 2021 | Conway the Machine, J.I.D                                                                                             | La Maquina                              |